# オンノ・カウスェー
オンノ・カウスェー  (ビルマ語:  အုန်းနို့ခေါက်ဆွဲ, IPA: [ʔóʊɴ no̰ kʰaʊʔ sʰwɛ́]、英語: ohn no khauk swe, on no khauk swe, ohn no khauk sway, ohn no khau sway, ohn no khau swe)とは、魚醤で味付けしたココナッツミルクのスープの中に小麦麺とカレーで味付けした鶏肉を入れたビルマ料理である。カリカリに揚げた豆のフリッター、スライスした生の玉ねぎ、唐辛子、スライスしたゆで卵やライム、レモンを和える事もある。
ココナッツミルクが高血圧に良くないという理由で、ココナッツミルクの代わりに無糖練乳を使うレストランも少なくない。もちろん、この場合でも他の材料は同じ物である。
オンノ・カウスェーはマレーシア料理のラクサとの関連性がしばしば語られる。それは、テーサバーンナコーン・チエンマイ（タイ王国）とルアンパバーン郡（ラオス）でカオソーイとの関連性が語られるのと同じ物である。そして、インド料理のカウスェーはオンノ・カウスェーから生まれた料理である。